# Călin Georgescu
Pour les articles homonymes, voir Georgescu.
Călin Georgescu (/kəˈlin dʒe̯orˈdʒesku/ en roumain), né le 26 mars 1962 à Bucarest, est un homme politique roumain d'extrême droite, pro-russe et conspirationniste. Il est candidat à l'élection présidentielle de 2024 où il arrive en tête du premier tour, avant que le scrutin ne soit annulé par la Cour constitutionnelle en raison de soupçons d'ingérence russe. Sa candidature à l'élection présidentielle roumaine de 2025 est ensuite invalidée par la Cour constitutionnelle.

## Biographie

### Jeunesse et formation
Călin Georgescu est né le 26 mars 1962 dans le quartier Cotroceni de Bucarest, d'une mère exerçant la profession de secrétaire au ministre de l'Agriculture, et d'un père ingénieur agronome et officier de cavalerie.
Diplômé de l'Institut agronomique Nicolae Bălcescu de Bucarest, rattaché à l'université des sciences agronomiques et de la médecine vétérinaire, et du collège de la défense nationale de Bucarest, il commence sa carrière professionnelle comme professeur d'université. Il obtient un doctorat en pédologie en 1999.

### Carrière professionnelle
Il travaille également comme ingénieur agronome dans une entreprise de Făgăraş, dans le centre du pays. En 1991, il devient chef du bureau sénatorial de l'environnement au Parlement, puis conseiller de Marcian Bleahu, alors ministre de l'Environnement. Il dirige ensuite l'ONG écologiste Tineretului Ecologist din România (TER) de 1993 à 1996.
Par la suite, il devient secrétaire général du ministère de l’Environnement de 1997 à 1999, puis dirige un département du ministère des Affaires étrangères. Il dirige également le Centre national du développement durable. Il devient ensuite délégué de la Roumanie au Programme des Nations unies pour l'environnement de 1999 à 2012, et devient, de 2015 à 2016, directeur exécutif de l'Institut de l'indice mondial de durabilité des Nations Unies.

### Parcours politique

#### Candidat au poste de Premier ministre du Parti démocrate-libéral
En 2011, alors que son nom figure sur une liste de potentiels Premiers ministres, il décline la proposition. En 2012, après la démission d'Emil Boc, son nom est de nouveau cité au sein du Parti démocrate-libéral (PDL).

#### Au sein de l'Alliance pour l'unité des Roumains
En 2020, après les élections parlementaires de 2020, son nom est proposé par l'Alliance pour l'unité des Roumains (AUR) pour occuper le poste de Premier ministre. Il est de nouveau proposé en 2021.
Il est également proposé pour devenir président d'honneur de l'AUR, avant que celui-ci ne prenne ses distances avec lui après ses propos faisant l'éloge d'Ion Antonescu et de Corneliu Zelea Codreanu.

#### Élection présidentielle de 2024

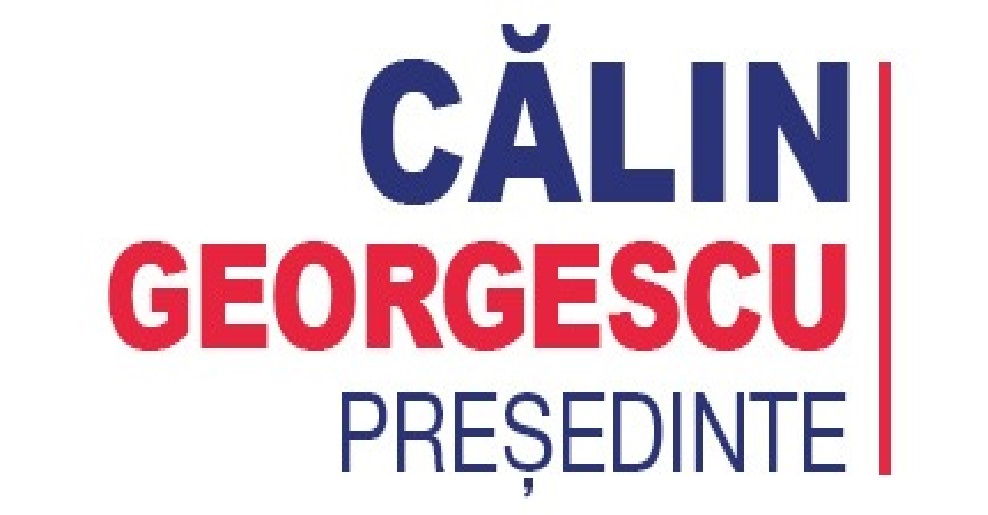
Logo de la campagne électorale de Călin Georgescu.

Il est candidat à l'élection présidentielle de 2024. Il participe au scrutin comme candidat indépendant après avoir réussi à obtenir les 100 000 parrainages nécessaires, alors qu'il n'est soutenu par aucun parti politique.
Il fait alors campagne sur TikTok, où son compte possède 581 000 abonnés. À l'instar de Vladimir Poutine, il apparaît dans des vidéos en train de pratiquer du judo, dont il est ceinture noire, la piscine, l'équitation, le marathon, de porter un costume traditionnel, ou encore aller à l'église,,,. À quelques jours du scrutin, alors que des publications soutenant sa candidature ont inondé les réseaux sociaux, la commission électorale fait supprimer une bonne partie d'entre-elles du fait de l'absence du code d'identification réglementaire.
Il arrive en tête du premier tour, ayant séduit dans les derniers jours avec une campagne centrée sur la nécessité de stopper l’aide à l’Ukraine, qui lutte contre une invasion russe depuis 2022. Sur le plan intérieur, pour augmenter la production nationale de produits alimentaires et énergétique, il propose un soutien aux agriculteurs et une réduction de la dépendance de la Roumanie aux importations. Il axe également sa campagne sur la défense des valeurs familiales traditionnelles et de l'Église orthodoxe.
Le candidat bénéficie d'une faible notoriété, mais à l'aide d'un campagne ciblée par des influenceurs, pour quelques centaines d'euros, il bénéficie de messages anodins dont les hashtags mentionnent les hashtags de sa campagne. Ceci a conduit les algorithmes de recommandation de contenu de TikTok à diffuser les vidéos du candidat dans le flux de millions d'électeurs. Ceci a conduit des ONG à s'interroger sur ces publicités politiques, et Valérie Hayer, directrice de Renew Europe, à demander au PDG de TikTok de venir expliquer devant le Parlement européen sa position sur le sujet.
Le 26 novembre, le Conseil national de l'audiovisuel de la Roumanie demande à la Commission européenne d'ouvrir une enquête sur des soupçons d'utilisation inappropriée de TikTok afin de promouvoir la candidature de Georgescu. Pour sa part, Elena Lasconi, qui a été la cible de faux comptes publiant sous ses publications des appels à voter pour son concurrent, saisit six institutions étatiques dont la justice et les services de renseignement, qu'elle appelle à enquêter sur la campagne de Georgescu. La viralité acquise par les publications de Georgescu ne serait pas possible sans argent selon des experts, alors que la loi fixe un plafond à ne pas dépasser, et que Georgescu affirme ne pas avoir dépensé d'argent. En réaction, TikTok affirme être « extrêmement vigilant » face aux manipulations du réseau social pour des raisons politiques. Le 27 novembre, la commission électorale (AEP) annonce saisir le procureur au sujet de l'origine des fonds ayant servi à promouvoir la candidature de Georgescu sur TikTok. Elle appelle aussi à vérifier si les comptes d'influenceurs ont reçu des fonds de comptes de campagne de candidats, et à enquêter sur les affiches de campagnes placardées qui ne contiennent pas l'identification de leur commanditaire. De leur côté, deux influenceurs admettent avoir été payés. L'un d'eux affirme cependant que le but était d'appeler à voter lors du scrutin sans soutenir de candidat, et de décrire le candidat idéal, puis que des faux comptes sont venus poster des appels à voter pour Georgescu sous ces publications.
Le Conseil suprême de la défense nationale (CSAT) se réunit le 28 novembre. Celui-ci dénonce une cyberattaque contre le processus électoral et réclame des « mesures urgentes ». Peu avant, la Cour constitutionnelle est saisie de deux demandes d'annulation du premier tour émanant de deux candidats. Le recours de Sebastian Constantin Popescu dénonce le financement de la campagne de Georgescu. Celui de l'homme politique d'extrême droite Cristian Terheș, dénonce les appels à voter de l'USR en faveur de Lasconi, après la clôture de la campagne officielle, notamment en direction des électeurs de la diaspora au Canada et aux États-Unis, où le vote avait encore lieu après la clôture des bureaux de vote en Roumanie, ainsi que la faible différence de voix entre Ciolacu et Lasconi. Il soupçonne aussi la comptabilisation de voix d'Orban en faveur de Lasconi. Enfin, il dénonce également l'usage de bots afin de promouvoir la candidature de Georgescu le jour du vote. La Cour constitutionnelle rejette la première car déposée hors délai, et ajourne le traitement de la seconde au lendemain, réclamant des documents au CSAT. En attendant, la Cour ordonne un recomptage de l'ensemble des suffrages,. La commission électorale annonce que le recomptage sera achevé le 1er décembre. Pour sa part, s'il soutient la demande de recomptage, Ciolacu annonce que s'il est repêché, il se retirera de la présidentielle. Le jour même, l'autorité de régulation du secteur des médias et du numérique (Ancom) propose le blocage de TikTok durant le déroulement de l'enquête,.
Selon une enquête d'Antena 3 CNN, réalisée par la journaliste d'investigation Carmina Pricopie, l'équipe de campagne de Georgescu a commencé à se réunir dès 2023 sur Telegram, puis 5000 comptes de soutien à Georgescu ont été créés par une entreprise qui a ensuite disparu. De même, Snoop et Rise Project révèlent que les deux villas servant de QG de campagne pour Georgescu appartiennent à Andy Lupu, fils de Constantin Lupu, homme d'affaires et homme politique prorusse de Moldavie.
Selon des révélations du site d'investigation Contexto.ro, des comptes d'institutions russes ont promu ses messages sur les réseaux sociaux.
Le 4 décembre, avec l'accord du président Klaus Iohannis, le CSAT déclassifie des documents qui montrent l'implication de la Russie dans une manipulation du scrutin en faveur de Georgescu. Ainsi, deux semaines avant le scrutin, 25 000 comptes TikTok, difficiles à identifier, ont participé à cette campagne. Leurs utilisateurs se sont coordonnés sur Discord et Telegram pour échapper aux politiques de modération de la plateforme. De plus, le citoyen roumain Bogdan Peschir, propriétaire du compte TikTok « bogpr », a fait des dons pour un montant total d'un million d'euros sur TikTok, et les propriétaires de TikTok ont pu identifier que « bogpr » avait versé 381 000 $ pour la promotion de Georgescu entre le 24 octobre 2024 et le 24 novembre. La société sud-africaine FA Agency a servi d'intermédiaire, proposant aux influenceurs une somme de 1 000 euros par vidéo créée. Par ailleurs, des cas d'achats de voix sont aussi à relever, ainsi que des attaques informatiques semblables à celles peu avant l'invasion de l'Ukraine par la Russie. Aussi, des sectes d'extrême droite, criminelles et religieuses, qui ont par le passé propagé des discours prorusses, antisémites, anti-OTAN ou anti-Ukraine, ont également participé à la campagne,. Le parquet général dit examiner ces éléments, avant d'ouvrir une enquête le lendemain.
Le 5 décembre, la Cour constitutionnelle reçoit quatre recours en annulation du scrutin. Elle annule le scrutin le 6 décembre.

#### Invalidation de sa candidature à la présidentielle de 2025

Călin Georgescu entouré de ses soutiens George Simion, candidat à l'élection présidentielle de 2025, et Anamaria Gavrilă.

Le 9 mars 2025, la commission électorale roumaine rejette la candidature de Călin Georgescu à l’élection présidentielle de mai 2025, l'empêchant ainsi de participer à ce nouveau scrutin. Celui-ci dénonce sur X « un coup direct porté à la démocratie dans le monde ». Il fait appel du rejet de sa candidature, appel aussitôt rejeté, le 11 mars, par la Cour constitutionnelle.

### Vie personnelle
Marié, il est père de trois fils. Il dit admirer la culture russe.
Ses prouesses sportives lui valent d'être comparé à Vladimir Poutine. Ainsi, il pratique le judo, sport dans lequel il était champion durant sa jeunesse, et se baigne régulièrement dans l'eau glacée.

## Prises de positions et polémiques

### Vie politique
En avril 2024, il affirme qu'« n'y aura plus de partis politiques dans ce pays ». Celle-ci provoque l'inquiétude sur la possibilité d'interdiction des partis politiques. En novembre 2024, après sa qualification au second tour de la présidentielle, son équipe de campagne affirme qu'il s'agit d'une métaphore ayant pour but de dénoncer la corruption de la classe politique.

### Propos révisionnistes
En 2022, il suscite une polémique en qualifiant Ion Antonescu, qui est le principal responsable de la Shoah en Roumanie, et Corneliu Zelea Codreanu, de « héros de la nation » et de « martyrs »,,, estimant que « tous ont fait de bonnes choses et des choses moins bonnes » et que « l'histoire a été mystifiée ». Il estime par ailleurs que le second « s'est battu pour la moralité de l'être humain »,. Ses propos, provoquant l'indignation d'historiens et de la communauté juive, lui valent d'être accusé d'antisémitisme. Le parquet ouvre alors une enquête pour « promotion du culte de personnes coupables de génocide et de crimes de guerre ». Pour sa part, l'AUR prend ses distances avec lui. Le politologue Jean-Michel De Waele le qualifie de « fasciste ».
Il affirme aussi que le latin vient de Dacie, et affirme par protochronisme que Burebista a conquis presque toute l'Europe et que le Danemark était roumain.

### Propos conspirationnistes
Il a également fait l'objet de polémiques pour des propos conspirationnistes,. Il affirme que l'homme n'a pas marché sur la lune, et que les pyramides égyptiennes ont été construites pour servir de centre énergétique. Il affirme également avoir rencontré un extraterrestre à l'ONU.
Il critique par ailleurs les naissances par césarienne, qu'il qualifie de « tragédie », affirmant que le « fil divin se brise », puisque ce procédé d'accouchement serait causé par une « manipulation » de la mère, qui induirait selon lui celle de l'enfant dès sa naissance. Il affirme aussi que les grandes entreprises, l'ONU et l'Organisation mondiale de la santé (OMS) auraient pour but de tuer 7,5 milliards d'humains et transformer les 500 000 000 restants en robots. Il affirme aussi que l'humanité ne serait pas libre mais enfermée dans une matrice, et vivrait dans cette fausse illusion de liberté. Il prétend aussi que l'ONU serait liée à un réseau mondial d'oligarques pédophiles.
Il affirme que les aliments contiendraient des puces nanotechnologiques, servant à relier le corps humain à des ordinateurs. Il ajoute que l'eau est une « information, c'est une vibration, c'est une fréquence. L'eau vous donne des informations vitales. C'est pour cela que l'eau était mise en bouteille dans des bouteilles en plastique »,. Il accuse également Nestlé de s'approprier l'eau à travers le monde pour la revendre aux consommateurs. Il affirme aussi que la 5G serait dangereuse, raison pour laquelle il utiliserait rarement son téléphone portable, et qu'il se protège grâce à des écouteurs filaires.
Par ailleurs, il estime qu'une guerre d'un genre nouveau aurait commencé après les attentats du 11 septembre 2001, et que du fait de la « propagande », la raison de leur effondrement ne peut être commentée. Affirmant que « communisme et le capitalisme, c'est la même chose », il estime par ailleurs que « neuf marxistes sataniques veulent remplacer Dieu ».
Il critique aussi le vaccin contre la Covid-19, et remet en doute la pandémie de Covid-19,. Il affirme également que le changement climatique « n'a rien à voir avec la réalité ».
Ses publications ont été promues par des sites conspirationnistes comme Infowars et Liberty Times & Politics, qui le présentent comme un lanceur d'alerte contre l'ONU.

### Positions sur l'Ukraine et la Russie
Il estime aussi que le monde est manipulé par des « lobbies internationaux ». Critique de l'appartenance de la Roumanie à l'Union européenne et à l'OTAN, il estime que le pays n'a rien gagné et a été « neutralisé économiquement ». Il les accuse également d'avoir « effacé l'identité nationale, l’ADN qui assure l’immunité de la nation et de l'esprit roumains ». Il estime par ailleurs que les conflits avec la Russie ont été provoqués dans un but de produire des armes, et que l'OTAN ne défendrait pas les pays qui seraient envahis par la Russie. Par ailleurs, il critique la « rhétorique occidentale sur la menace russe » et prône une politique étrangère roumaine qui soit « indépendante ». Enfin, à l'instar de la Russie, il qualifie en 2021 le bouclier antimissile balistique déployé par l'OTAN à Deveselu en Roumanie de « mesure de confrontation », et pas une « mesure pacifique »,.
En 2022, il exprime son admiration à l'égard de Vladimir Poutine qu'il dépeint comme l'un des « rares vrais dirigeants du monde », qui « aime son pays », et admire les qualités de « négociateur » de Viktor Orbán. Il qualifie également l'Ukraine d'« État inventé »,, et loue la « sagesse russe » à l'égard de la Roumanie. Il reçoit par ailleurs une couverture médiatique favorable des médias d'État russes comme Sputnik.
Il est également proche d'Alexandre Douguine.

## Inculpation
Le 26 février 2025, il est interpellé par la police et conduit au parquet général de Bucarest. À l'issue de son audition, il est inculpé et mis en examen pour six infractions, notamment pour fausses déclarations concernant ses dépenses de campagne de 2024, apologie de crimes de guerre et de génocide et initiation d'une organisation fasciste. 
Il est placé sous contrôle judiciaire : il a l'interdiction d'utiliser les réseaux sociaux, de paraître dans les médias, de quitter le pays et de porter une arme.